# Centro Correccional Vernon C. Bain
El Centro Correccional Vernon C. Bain, conocido popularmente como The Boat (el Barco), es un barco prisión considerado como la mayor prisión flotante en servicio del mundo.
El barco tiene 190,5 metros de eslora, 38 metros de manga y cinco plantas de altura. Está anclado en el Río Este de Nueva York, entre Queens y el Bronx, frente al complejo penitenciario de la Isla Rikers.
Entró en funcionamiento en 1992 como solución temporal a la dificultad de ampliar el penal de Rikers, que había alcanzado su máxima capacidad, pero finalmente su uso se prolongó en el tiempo adquiriendo un carácter permanente.
Tiene capacidad para albergar a unos 800 reclusos y cuenta con servicios como un centro médico, gimnasio, capillas y biblioteca.